# Stéphane Lucas (artiste)
Pour les articles homonymes, voir Stéphane Lucas et Lucas.
 (juillet 2012).
Si vous disposez d'ouvrages ou d'articles de référence ou si vous connaissez des sites web de qualité traitant du thème abordé ici, merci de compléter l'article en donnant les références utiles à sa vérifiabilité et en les liant à la section « Notes et références ».
Stéphane Lucas, originaire de Champigny-sur-Marne, est un boxeur, mannequin et chanteur français.

## Biographie
Il connaît un début de carrière publique en tant que champion de boxe (Kickboxing) en remportant le championnat de France de cette discipline en 1990. Il entreprend une carrière de mannequin à Paris, à laquelle s'ajouteront des apparitions mineures à la télévision et au cinéma. 
En 2002 il s'installe à Montréal pour démarrer une carrière de chanteur. Le 14 avril 2009, est lancé à Montréal l'album Sur les Elles de Gainsbourg. Stéphane Lucas y chante en duos des chansons de Serge Gainsbourg avec Marie Carmen, Patsy Gallant, Caroline Néron, Mélanie Renaud, Julie Salvador, ainsi que les comédiennes Maxim Roy, Chantal Fontaine et les animatrices Geneviève Borne et Virginie Coossa.